# Нэшвилл (сезон 3)
Третий сезон американского драматического телесериала «Нэшвилл» стартовал на канале ABC 24 сентября 2014 года. Сериал создан лауреатом премии «Оскар» Кэлли Хоури, и продюсируется ею при участии Ар Джея Катлера, Ди Джонсон, Джима Пэрриота, Стива Бюкхэннана и Конни Бриттон. В центре сюжета находится индустрия кантри-музыки, и две певицы: Рейна Джеймс в исполнении Конни Бриттон, и Джульетта Барнс (Хайден Панеттьер). Помимо двух ведущих героинь в сериале присутствует актёрских ансамбль из более десятка основных регулярных и приглашённых актёров, появляющихся в каждом из эпизодов сезона.

## Производство
9 мая 2014 года ABC продлил сериал на второй сезон для трансляции в телесезоне 2014-15 годов. Сериал был продлён после длительных и тяжёлых переговоров между ABC и студией производителем Lionsgate Television. Стороны не могли договориться о количестве эпизодов, канал хотел заказать лишь 13, однако студия требовала обязательство в 22 эпизода, так как производство короткого сезона нерентабельно. Lionsgate Television в итоге отстояла свою позицию и канал заказал полный сезон. Между тем производство столкнулось в финансовыми проблемами, так как штат Теннесси решил урезать на тридцать процентов налоговые льготы для производства, до $ 6 млн для сезона 2014-15. Студия рассматривала возможность переноса съёмок в Остин, штат Техас, но в итоге 16 мая 2014 года штат всё же пошёл на уступки и предложил комбинированные $ 8 млн от городских спонсоров, включая метро.
Съёмки третьего сезона стартовали в июле 2014 года. 30 июля 2014 года, было объявлено, что лауреат премии «Тони» Лаура Бенанти присоединилась к актёрскому составу во второстепенной роли кантри-певицы Сэди Стоун, которая дружит с Рейной. 1 августа 2014 года, было объявлено, что первый эпизод сезона будет включать в себя музыкальные номера, транслируемые в прямом эфире из Bluebird Café. Это первый случай в истории телевидения, когда программа со сценарием выпустит в прямом эфире музыкальные номера. 11 августа Бретти Тейлор и Алекса Вега присоединились к шоу в ролях Пэм, талантливой бэк-вокалистки Люка у которой есть тайны в прошлом, и Кили, школьной подруги Гуннара, которая имеет десятилетнего сына, соответственно. 14 августа было объявлено, что хореограф шоу «Танцы со звёздами» Дерек Хаф появился в нескольких эпизодах в роли актёра, приехавшего в город на съёмки фильма об одном кантри-певце. Также было объявлено, что Джудит Хоаг покинет шоу после двух первых эпизодов, хотя возможно в будущем её персонаж вернётся. 12 сентября Майкелти Уильямсон присоединился к шоу в роли музыканта, который после личной трагедии стал бездомным артистом на улицах Нэшвилла. В конце октября певица Сара Эванс присоединилась к шоу в роли вымышленной версии себя, которая по планам будет фигурировать в одной из важных сюжетных линий в ходе сезона. В феврале 2015 года Кристина Агилера присоединилась к шоу с аркой на несколько эпизодов, играя роль поп-певицы.

## Актёры и персонажи
| - Конни Бриттон — Рейна Джеймс (22 эпизода) - Хайден Панеттьер — Джульетта Барнс (21 эпизод) - Клер Боуэн — Скарлетт О `Коннор (22 эпизода) - Крис Кармак — Уилл Лексингтон (18 эпизодов) - Уилл Чейз — Люк Уилер (20 эпизодов) - Эрик Клоуз — Тедди Конрад (19 эпизодов) - Чарльз Истен — Дикон Клейборн (22 эпизода) - Джонатан Джексон — Эйвери Баркли (22 эпизода) - Оливер Хадсон — Джефф Фордхэм (19 эпизодов) - Сэм Палладио — Гуннар Скотт (22 эпизода) - Леннон Стелла — Мэдди Конрад (19 эпизодов) - Мэйси Стелла — Дафни Конрад (19 эпизодов) | - Обри Пиплз — Лейла Грант Лексингтон (19 эпизодов) - Дэвид Элфор — Баки Дауэс (17 эпизодов) - Лаура Бенанти — Сэди Стоун (15 эпизодов) - Эд Аматрудо — Гленн Гудман (12 эпизодов) - Моника Плант — Наташа (10 эпизодов) - Чалей Роуз — Зоуи Далтон (8 эпизодов) - Алекса Вега — Кайли Бреннер (7 эпизодов) - Кайл Дин Мэсси — Кевин Бикс (6 эпизодов) - Дана Уиллер-Николсон — Беверли О’Коннор (5 эпизодов) - Бретти Тейлор — Пэм Йорк (5 эпизодов) - Джудит Хоаг — Тэнди Хэмптон (4 эпизода) - Майкелти Уильямсон — Терри (4 эпизода) - Кристина Агилера — Джейд Сент Джон (3 эпизода) - Дерек Хаф — Ноа Уэст (3 эпизода) | - Сильвия Джеффрис — Джолин Барнс (1 эпизод) - Рекс Линн — Билл Лексингтон (2 эпизода) - Люк Брайан — в роли себя (1 эпизод) - Florida Georgia Line (1 эпизод) - Эми Робач — в роли себя (1 эпизод) - Триша Йервуд — в роли себя (1 эпизод) - Сара Эванс — в роли себя (1 эпизод) - Джо Николс — в роли себя (1 эпизод) - Брэд Пейсли — в роли себя (1 эпизод) - Кэрри Андервуд — в роли себя (1 эпизод) - The Band Perry (1 эпизод) |

## Эпизоды
| № общий | № в сезоне | Название                                 | Режиссёр          | Автор сценария                        | Дата премьеры    | Произв. код | Зрители в США (млн) |
| --- | ---------- | ---------------------------------------- | ----------------- | ------------------------------------- | ---------------- | ----------- | ------------------- |
| 44 | 1          | «That's Me Without You»                  | Кэлли Хоури       | Кэлли Хоури                           | 24 сентября 2014 | 301         | 5,80                |
| Рейна делает свой выбор между Диконом и Люком, в то время как Джульетта после потери Эйвери пробуется на роль Пэтси Клайн в биографическом фильме. |            |                                          |                   |                                       |                  |             |                     |
| 45 | 2          | «How Far Down Can I Go»                  | Марио Ван Пиблз   | Мередит Лавендр и Марси Улин          | 1 октября 2014   | 302         | 5,34                |
| Альбом Рейны не достигает планируемого ею успеха, а Тэнди в свете этих событий решает покинуть пост финансового директора её студии. Босс Джеффа требует, чтобы он нашёл певицу для лейбла и он подписывает контракт с Сэди Стоун. Мэдди недовольна выбором Рейны, а Лейле тем временем всё хуже даётся роль жены Уилла. Джульетта узнаёт, что Джефф не может быть отцом её ребёнка. |            |                                          |                   |                                       |                  |             |                     |
| 46 | 3          | «I Can't Get Over You to Save My Life»   | Стивен Крэгг      | Дэвид Гулд                            | 8 октября 2014   | 303         | 5,61                |
| Гленн обеспокоен состоянием Джульетт, тогда как Рейна и Люк думают, когда лучше устроить свадьбу. Дикон находит утешение после знакомства с новой бэк-вокалисткой Люка, Пэм, а Гуннар неожиданно сталкивается со своей первой любовью. |            |                                          |                   |                                       |                  |             |                     |
| 47 | 4          | «I Feel Sorry For Me»                    | Элоди Кин         | Дебра Фордхэм                         | 15 октября 2014  | 304         | 5,02                |
| Джульетта рассказывает Рейне о беременности и хочет скрыть её от общественности. Рейна тем временем подписывает Сэди Стоун на свой лейбл. Джефф хочет подписать на лейбл дочерей Рейны без её ведома. |            |                                          |                   |                                       |                  |             |                     |
| 48 | 5          | «Road Happy»                             | Арлин Сэнфорд     | Дана Гринблатт                        | 22 октября 2014  | 305         | 5,37                |
| Эйвери узнаёт о беременности Джульетты и выходит из себя. Гуннар узнаёт, что Кайли имеет ребёнка от него, а Скарлетт встречает бездомного музыканта. |            |                                          |                   |                                       |                  |             |                     |
| 49 | 6          | «Nobody Said it was Going to be Easy»    | Томас Картер      | Тейлор Хамра                          | 29 октября 2014  | 306         | 5,59                |
| Объявлены номинации на СМА и Рейна является одним из лидеров, тогда как Джульетта не получила не одной номинации. Рейна считает, что такой успех связан лишь с их обсуждаемой свадьбой с Люком. Джульетта сообщает прессе, что беременна. |            |                                          |                   |                                       |                  |             |                     |
| 50 | 7          | «I'm Coming Home to You»                 | Майк Листо        | Моника Мейсер                         | 12 ноября 2014   | 307         | 5,66                |
| Прошло два месяца. Люк разочарован в том, что они с Рейной мало видятся, а Кайли убегает, оставляя ребёнка Гуннару. |            |                                          |                   |                                       |                  |             |                     |
| 51 | 8          | «You're Lookin' at Country»              | Эрик Клоуз        | Джеффри Науффтс                       | 19 ноября 2014   | 308         | 5,52                |
| Вручение наград CMA, в ходе которых Рейна и Люк конкурируют друг с другом в главной номинации. |            |                                          |                   |                                       |                  |             |                     |
| 52 | 9          | «Two Sides to Every Story»               | Стивен Крэгг      | Бен Сент-Джон и Молли Бикли Сент-Джон | 3 декабря 2014   | 309         | 5,26                |
| Рейна и Люк снимаются в рождественском телешоу. Эйвери начинает сотрудничать с Сэди Стоун, вызывая ревность Джульетты, а Лейла сближается с Джеффом. Зоуи покидает Нэшвилл и улетает в Лос-Анджелес. |            |                                          |                   |                                       |                  |             |                     |
| 53 | 10         | «First To Have A Second Chance»          | Кэлли Хоури       | Мередит Лавендр и Марси Улин          | 10 декабря 2014  | 310         | 5,65                |
| Дикон страдает от скорой свадьбы Рейны с Люком, а Тэнди тем временем возвращается в Нэшвилл. Лейла расстроена из-за Джеффа и Уилла и глотает таблетки, одновременно с алкоголем. Гуннар узнаёт, что он не настоящий отец Мики, а Дикон тем временем узнаёт от врача, что он болен. Бывший муж Сэди приходит к ней, но она прогоняет его, хотя он впоследствии настигает её около дома и избивает. Эйвери делает предложение Джульетте и они женятся втайне от всех. Рейна принимает решение расстаться с Люком и отменяет свадьбу. |            |                                          |                   |                                       |                  |             |                     |
| 54 | 11         | «I'm Not That Good at Goodbye»           | Ян Элиасберг      | Дебра Фордем                          | 4 февраля 2015   | 311         | 5,05                |
| Рейна сталкивается с последствиями своего решения, тогда как врачи сообщают, что ему нужен донор для пересадки печени. |            |                                          |                   |                                       |                  |             |                     |
| 55 | 12         | «I've Got Reasons To Hate You»           | Жан Де Сегонзак   | Сибил Гарднер                         | 11 февраля 2015  | 312         | 5,18                |
| Рейна возвращается на публику спустя несколько недель, тогда как Джефф хочет найти молодого артиста типа Тейлор Свифт. В город возвращается мать Скарлетт - Беверли. |            |                                          |                   |                                       |                  |             |                     |
| 56 | 13         | «I'm Lost Between Right or Wrong»        | Майкл Ломанн      | Дэвид Гулд                            | 18 февраля 2015  | 313         | 4,72                |
| Рейна узнаёт, что Тедди без её ведома подписал Мэдди на Эджхилл. Сэди даёт отпор своему бывшему мужу, тогда как Дикон проводит больше времени с Мэдди. |            |                                          |                   |                                       |                  |             |                     |
| 57 | 14         | «Somebody Pick Up My Pieces»             | Стивен Крэгг      | Дана Гринблатт                        | 25 февраля 2015  | 314         | 4,86                |
| После увольнения Джефф прячется в квартире Лейлы. Дикону предлагают поучаствовать в экспериментальном лечении, однако он отказывается и продолжает ждать донора печени. Эджхил закрывают и разрывают контракты со всеми исполнителями, включая Люка и Уилла. Дикон ссорится с Эйвери по поводу записи альбома Сэди. Рэйна берёт Лейлу в свой лейбл. Уилл подписывает контракт с лейблом, который основал Люк.Скарлетт приглашает на свидание доктора Ренда. Лейла берёт Джеффа своим менеджером. Тэдди прослушивают в квартире Наташи. |            |                                          |                   |                                       |                  |             |                     |
| 58 | 15         | «That's the Way Love Goes»               | Кэлли Хоури       | Кэлли Хоури                           | 4 марта 2015     | 315         | 5,31                |
| Мэдди хочет, чтобы Рэйна и Дикон были вместе. Скарлетт и Калеб начинают встречаться. Дикон, Рэйна. Мэдди и Дафна выступают вместе в Опре.Скарлетт, Ганнер и Эйвери основывают группу "Трое бывших" и их выступление имеет огромный успех. Дикон говорит Рэйне что у него рак. |            |                                          |                   |                                       |                  |             |                     |
| 59 | 16         | «I Can't Keep Away From You»             | Майк Листо        | Тейлор Хамра                          | 1 апреля 2015    | 316         | 5,05                |
| Рэйна и Дикон ссорятся из-за его болезни, Дикон не хочет, чтобы его жалели. Лейла ревнует Джеффа. Тэдди говорит, что за Наташей следит ФБР.Сэди и Люк сближаются. Скарлетт расстроена критикой фанатов. Рэйна предлагает Дикону быть вместе до конца, они возобновляют отношения. "Трое бывших" успешно выступают в Чикаго. Ганнер всё ещё испытывает чувства к Скарлетт. Рэйна и Дикон говорят Мэдди и Дафне, что они снова вместе и что Дикон болен. Пит нападает на Сэди и та стреляет в него. |            |                                          |                   |                                       |                  |             |                     |
| 60 | 17         | «This Just Ain't a Good Day for Leavin'» | Майкл Ломанн      | Пол Каблес                            | 8 апреля 2015    | 317         | 4,61                |
| Люка и Сэди допрашивают в полиции. Ганнер отстраняется от Скарлетт после её ночи с Калебом. Джульетт организовывает детский праздник, во время которого у неё случается нервный срыв. Дикон говорит Тэдди о том что болен. Эйвери мчится на роды к Джульетт. Она рожает девочку. Сэди не предъявляют обвинений в убийстве и она покидает город. Ганнер предлагает Скарлетт начать сначала, но она отказывает ему. Тэдди шантажирует финансового директора для получения денег для Наташи. |            |                                          |                   |                                       |                  |             |                     |
| 61 | 18         | «Nobody Knows But Me»                    | Кэлли Хоури       | Дэвид Гулд и Моника Мэйсер            | 15 апреля 2015   | 318         | 4,62                |
| Джульетт на взводе от новой роли мамы. Джефф пытается организовать Лейле выступление. Ганнер советует Уиллу пригласить Кевина на свидание. Рэйна узнаёт что Мэдди встречается с сыном Люка. Джульетт нанимает няню для дочери, что не нравится Эйвери. Дикон и Люк мирятся, он рассказывает ему о болезни. Уилл и Кевин целуюся. Тэдди передаёт Наташе деньги, чтобы та уехала и не знает, что это ловушка и что её прослушивает ФБР. Эйвери уходит из группы, чтобы быть с дочерью, в то время как Джульетт сбегает от них, чтобы заниматься карьерой. |            |                                          |                   |                                       |                  |             |                     |
| 62 | 19         | «The Storm Has Just Begun»               | Нельсон МакКормик | Дана Гринблатт и Джеффри Науффтс      | 22 апреля 2015   | 319         | 5,32                |
| Дикону находят донора. Эйвери недоволен тем, что Джулиетт бросила его с дочерью. У Дикона поднимается температура и пересадка печени оказывается под вопросом. Скарлетт просит Калеба помочь, но он отказывает. Лейла говорит Джеффу, что он ей нужен. Дикону так и не сделали операцию. |            |                                          |                   |                                       |                  |             |                     |
| 63 | 20         | «Time Changes Things»                    | Арлин Сэнфорд     | Дебра Фордхэм                         | 29 апреля 2015   | 320         | 4,70                |
| Дикон застаёт Мэдди и Колта в постели. Он выгоняет его и кричит на Мэдди. Джулиет утешает ее. Наташа говорит Тедди, что подставила его перед ФБР. Дикон говорит Джулиетт, что умирает. Рэйна просит Беверли стать донором для Дикона, но та отказывает. Джулиетт и Эйвери устраивает успешный концерт на улице. |            |                                          |                   |                                       |                  |             |                     |
| 64 | 21         | «Is the Better Part Over»                | Джули Эбер        | Мередит Лавендер и Марси Улин         | 6 мая 2015       | 321         | 4,99                |
| Рэйна хочет подписать Скарлетт и Ганнера на свой лейбл.К Уиллу приезжает отец, которому он явно не рад. Джефф специально портит отношения Лейлы с лейблом Рэйны. Тэдди должен спровоцировать сенатора и тогда с него снимут обвинения в ФБР. Джульетт равнодушна к дочери, это пугает Эйвери. Люк узнаёт, что Уилл гей. Беверли соглашается стать донором для Дикона. |            |                                          |                   |                                       |                  |             |                     |
| 65 | 22         | «Before You Go Make Sure You Know»       | Кэлли Хоури       | Ди Джонсон и Кэлли Хоури              | 13 мая 2015      | 322         | 4,65                |
| Кайли хочет снова быть с Ганнером, но тот против. Калеб предлагает Скарлетт переехать к нему и та соглашается. Тэдди понимает, что ему нужно сдать Тэнди прокуратуре, иначе его посадят. Джульетт просит помощи у Джеффа в раскрутке её альбома. Уилл просит Кевина дать опровержение прессе о том, что он гей. Эйвери выгоняет Джулиетт за жестокое обращение с дочерью. Джульетт увольняет Глена и нанимает Джеффа своим менеджером. Она подписывается на лейбл Люка, расставшись с лейблом Рэйны. Рэйна и Дикон клянутся друг другу в вечной любви. Уилл публично признаётся в том, что он гей. Это слышит его отец. Джулиетт бросает семью и уезжает в турне с Люком. Тэдди арестовывают за коррупцию. Во время операции у Дикона происходит остановка сердца. |            |                                          |                   |                                       |                  |             |                     |